# Mo Money Mo Problems
Mo Money Mo Problems è il quarto singolo del rapper statunitense The Notorious B.I.G., pubblicato postumo il 21 luglio 1997 dalla Bad Boy Records in collaborazione con l'Arista Records. Il brano, proveniente da Life After Death, vanta la collaborazione di Mase, Puff Daddy e Kelly Price, mentre la produzione è affidata a Stevie J. La base è composta da un campionamento della canzone I'm Coming Out di Diana Ross del 1980.
Il singolo, commercializzato dopo la morte del rapper, rimane al primo posto nella Billboard Hot 100 per due settimane nel 1997, rimpiazzando I'll Be Missing You di Puff Daddy, realizzata proprio in memoria dell'amico deceduto. È il secondo singolo postumo dell'artista che raggiunge la vetta della classifica negli Stati Uniti.

## Tracce
1. Mo Money Mo Problems (Radio Mix) - 4:12
2. Lovin' You Tonight (Radio Mix) - 5:07
3. Mo Money Mo Problems (Instrumental) - 4:12
4. Mo Money Mo Problems (Razor-N-Go Club mix, short version) - 4:09
5. Mo Money Mo Problems (Razor-N-Go Club mix, long version) - 10:33